# Фармакоэкономика
Фармакоэкономика — новая самостоятельная наука, которая изучает в сравнительном плане соотношение между затратами и эффективностью, безопасностью, качеством жизни при альтернативных схемах лечения (профилактики) заболевания.
Комплексный подход к оценке целесообразности применения медицинских технологий предполагает взаимосвязанную оценку последствий (результатов) и стоимости медицинских вмешательств. Наиболее принципиальным в данном определении является именно взаимосвязанная оценка, то есть речь идёт не просто о сравнении затрат, а об оценке соотношения между затратами и полученными результатами.
С точки зрения практического врача это означает, что фармакоэкономика — это не поиск наиболее дешёвых лекарственных средств и оправдание их использования, а расчёт затрат, необходимых для достижения желаемой эффективности, и соотнесение этих затрат с возможностями.

## Методы проведения фармакоэкономических исследований
В общемировой практике на сегодняшний день наиболее широко используются следующие методы фармакоэкономического анализа:

### Анализ стоимости болезни
Метод изучения всех затрат, связанных с ведением больных с определённым заболеванием как на определённом этапе (отрезке времени), так и на всех этапах оказания медицинской помощи, а также с нетрудоспособностью и преждевременной смертностью. Данный анализ не предполагает сравнения эффективности медицинских вмешательств, может применяться для изучения типичной практики ведения больных с конкретным заболеванием и используется для достижения определённых задач, таких как планирование затрат, определение тарифов для взаиморасчётов между субъектами системы здравоохранения и медицинского страхования и т. п.
Рассчитываются прямые, непрямые, косвенные и неосязаемые затраты:
- прямые медицинские затраты (включают в свой состав все издержки, понесённые системой здравоохранения), например:
  - затраты на диагностические, лечебные, реабилитационные и профилактические медицинские услуги, манипуляции и процедуры, в том числе оказываемые на дому (включая оплату рабочего времени медицинских работников);
  - затраты на лекарственные препараты;
  - затраты на содержание пациента в лечебном учреждении;
  - затраты на транспортировку больного санитарным транспортом;
  - плата за использование медицинского оборудования, площадей и средств (распределение фиксированных затрат из статей бюджета), и др.;
- прямые немедицинские затраты:
  - наличные («карманные») расходы пациентов (например — оплата сервисных услуг в медицинском учреждении);
  - затраты на не медицинские услуги, оказываемые пациентам на дому (например, услуги социальных служб);
  - затраты на перемещение пациентов (личным транспортом, общественным — не санитарным) и т. п.;
- косвенные (альтернативные) затраты (издержки упущенных возможностей):
  - затраты за период отсутствия пациента на его рабочем месте из-за болезни или выхода на инвалидность, включая затраты на оплату листков нетрудоспособности, пособия по инвалидности и иные социальные выплаты, предусмотренные действующим законодательством;
  - «стоимость» времени отсутствия на работе членов его семьи или друзей, связанные с его болезнью;
  - экономические потери от снижения производительности на месте работы;
  - экономические потери от преждевременного наступления смерти;
- нематериальные (неосязаемые) затраты — затраты, связанные с болью, страданиями, дискомфортом, которые испытывает пациент вследствие проходимого им курса лечения, — из-за трудностей с точным количественным измерением в денежном выражении на сегодняшний день обычно остаются за рамками выполняемого специалистами по фармакоэкономике анализа, поскольку опыт калькуляции нематериальных (неосязаемых) затрат на сегодня имеет только достаточно узкий круг лиц — судебные эксперты, занимающиеся проведением психологической экспертизы морального вреда. В уголовном процессе нематериальные (неосязаемые) затраты именуются размером причиненного морального вреда. В ходе психологической экспертизы морального вреда такие эксперты устанавливают факт причинения морального вреда и страданий, объем негативных последствий и глубину возникших переживаний, определяют размер причиненного морального вреда.

### Анализ «минимизации затрат»
Частный случай анализа «затраты-эффективность», при котором проводят сравнительную оценку двух и более вмешательств, характеризующихся идентичной эффективностью и безопасностью, но разной стоимостью. Рекомендуется применять анализ минимизации затрат при сравнительном исследовании разных форм или разных условий применения одного лекарственного средства или одной медицинской технологии. При проведении таких исследований учитывают все виды медицинского обслуживания, которые относят к каждому методу лечения, и определяют затраты на них.
Анализ минимизации затрат рассчитывают по следующей формуле:
СМА = DC1 — DC2 или СМА = (DC1+ IC1) — (DC2 + IC2), где
- СМА — показатель разницы затрат,
- DC1 — прямые затраты при применении 1-го метода,
- IC1 — косвенные затраты при применении 1-го метода,
- DC2 и IC2 — прямые и косвенные затраты при применении 2-го метода.

### Анализ «затраты-эффективность»
Тип клинико-экономического анализа, при котором проводят сравнительную оценку результатов и затрат при двух и более вмешательствах, эффективность которых различна, а результаты измеряются в одних и тех же единицах (миллиметры ртутного столба, концентрация гемоглобина, число предотвращённых осложнений, годы сохранённой жизни и т. п.).
Синонимы — анализ эффективности затрат; затратной эффективности; затрат и эффективности; стоимости-эффективности.
Обычно, Анализ эффективности затрат рассчитывают по формуле:
СЕА= (DC+IC)/Ef, где
- СЕА — соотношение «затраты/эффективность» (выявляет затраты, необходимые на единицу эффективности, например, на одного вылеченного больного),
- DC — прямые затраты,
- IC — непрямые затраты,
- Ef — эффективность лечения (относительное количество вылеченных больных).

Клинико-экономические исследования по оценке эффективности затрат имеют серьёзные теоретические перспективы, однако на практике их использование ограничено. Проспективные разработки могут оказаться дорогостоящими и требуют много времени. Например, при хронических заболеваниях исследования необходимо продолжать до окончания лечения, хотя для этого может потребоваться много времени. Кроме того, достаточно трудно сформировать группы больных с точными критериями сравнения. Затраты на наблюдение выбранной для сравнения группы больных могут быть сокращены, если есть надёжные данные о затратах на лечение, например, информация о результатах предыдущих клинических исследований по критерию минимальных затрат. Однако данные по выбранной для сравнения ретроспективной группе могут уменьшить обоснованность выводов о проведённом клиническом исследовании.
Поэтому, на практике, чаще применяют моделирование — способ изучения различных объектов, процессов и явлений, основанный на использовании математических (логических) моделей, представляющих собой упрощённое формализованное описание изучаемого объекта (пациента, заболевания, эпидемиологической ситуации) и его динамику при использовании медицинских вмешательств.
Анализ эффективности затрат — весьма действенный метод экономической оценки лекарственных средств. Но при этом он имеет два основных недостатка, ограничивающих его применение в определённых условиях:
1) будучи одномерным, метод не может быть использован для сравнения различных видов врачебного вмешательства, которые оказали разное воздействие на состояние здоровья;
2) указывая наиболее эффективный путь действия, метод не позволяет определить свою общественную полезность.
Однако, для принятия решения о включении лекарства в список «Жизненно необходимых и важнейших лекарственных средств» (ЖНВЛС) его наличие в опубликованном виде обязательно!

### Анализ «затраты-полезность»
Вариант анализа «затраты-эффективность» (эффективности затрат / CEA), при котором результаты вмешательства оцениваются в единицах «полезности» с точки зрения потребителя медицинской помощи (например, качество жизни / КЖ); при этом наиболее часто используется интегральный показатель «сохранённые годы качественной жизни» (QALY). Синоним — анализ полезности затрат; затраты-утилитарность.
Анализ полезности затрат представляет собой тип клинического исследования по критерию эффективности затрат, который переводит клинический исход лечения в плоскость его полезности. Она определяется как некая преференция (предпочтение, преимущество) пациента. Для измерения полезности затрат широко применяют критерий соотношения количества лет продлённой жизни к её качеству (Quality-Adjusted-Life-Years — QALY). Это позволяет охарактеризовать проводимое лечение путём прогнозирования особенностей и качества предстоящей жизни, которые можно ожидать в течение прогнозируемого срока выживания. Другими словами, это сопоставление количества лет жизни с уровнем её качества на данный срок.
При проведении исследований затраты на лечение сопоставляют с критерием полезности (QALY). Например, исследователи могут определить, что стоимость новой технологии будет составлять 100 тыс. долларов США по отношению к критерию QALY, полученному в результате анализа. При наличии таких данных появляется возможность сравнить разные курсы лечения, опираясь на учёт затрат на лечение (сбережение средств) по отношению к критерию QALY.
Анализ полезности затрат рассчитывают по следующим формулам:
CUA =((DC1 + IC1) — (DC2 + IC2))/(Ut1 — Ut2)
или
CUA = (DC + IС)/Ut, где
- CUA — показатель прироста затрат на единицу полезности, соотношение «затраты/полезность» (то есть стоимость единицы полезности, например, одного года качественной жизни),
- DC1 и IC1 — прямые и косвенные затраты при 1-м методе лечения,
- DC2 и IC2 — прямые и косвенные затраты при 2-м методе лечения,
- Ut1 и Ut2 — утилитарность при 1-м и 2-м методах лечения.

### Анализ «затраты-выгода»
Тип клинико-экономического анализа, при котором как затраты, так и результаты представлены в денежном выражении. Это даёт возможность сравнивать экономическую эффективность различных вмешательств с результатами, выраженными в различных единицах (например, программу вакцинации против гриппа с организацией системы интенсивной неонатальной помощи для выхаживания детей, рождённых с низкой массой тела).
Анализ «затраты-выгода» (синоним: анализ рентабельности) позволяет компенсировать один из недостатков анализа эффективности затрат (СЕА), обусловленный невозможностью оценить общественную ценность лекарственного средства. В этом случае за единицу оценки клинических результатов, полученных с помощью любого метода лечения, принимают денежный эквивалент. Таким образом, прямые затраты на лечение можно сравнивать с денежным выражением непосредственного эффекта, полученного в результате клинического испытания. Такой способ сравнения представляется логичным, однако существуют трудности в оценке подобных результатов: как, например, представить сохранённую жизнь или дополнительные годы жизни в денежном выражении? В силу этих и многих других трудностей анализ «затраты-выгода» используют редко.
- Анализ «затраты-последствия»;
- Анализ влияния на бюджет;

### Моделирование
Моделирования экономических объектов является составной частью фармакоэкономических исследований. В фармакоэкономике широко применяются как аналитические, так и статистические модели. Наилучшим вариантом является совместное применение аналитических и статистических моделей. Аналитическая модель даёт возможность в общих чертах разобраться в явлении, наметить контур основных закономерностей. Любые уточнения могут быть получены с помощью статистических моделей. Также при проведении фармакоэкономических исследований часто используется имитационное моделирование, одним из представителей которого является метод «Монте-Карло». По дизайну наиболее часто встречающиеся в фармакоэкономике модели можно разделить на модель Маркова (описывает несколько дискретных состояний и переходы между ними с течением времени) и «дерево решений» (иллюстрирует все возможные исходы применительно к конкретной специфической ситуации).
При проведении фармакоэкономических исследований часто приходится сталкиваться с ситуацией, когда имеющихся клинических данных недостаточно для прямого сравнения оцениваемых медицинских технологий. Однако, в некоторых случаях недостаток клинических данных может быть восполнен путём моделирования. Моделирование — это исследование объектов познания на их моделях; построение и изучение моделей реально существующих предметов, процессов или явлений с целью получения объяснений этих явлений, а также для предсказания явлений, интересующих исследователя. Моделирования экономических объектов являются необходимыми при проведении фармакоэкономических исследований в тех случаях, когда имеющихся клинических данных не достаточно для сравнительного анализа. Моделирование в фармакоэкономике актуально для специалистов в области экономики здравоохранения, особенно для тех, чья профессиональная деятельность связана с проведением фармакоэкономических исследований и принятием решений о лекарственном обеспечении. Объектами исследования моделирования в фармакоэкономическом анализе являются любые экономические объекты. Математические модели экономических систем должны удовлетворять требованиям адекватности, универсальности, полноты и простоты, должны соответствовать расчётным практическим формулам.
Виды моделирования.
В силу многозначности понятия «модель» не существует единой классификации видов моделирования. Классификацию можно проводить по характеру моделей, характеру моделируемых объектов, приложению моделирования и т. д. Например, можно выделить следующие виды моделирования:
- Компьютерное моделирование
- Математическое моделирование
- Аналитическое моделирование
- Статистическое моделирование
- Имитационное моделирование
- Другие виды моделирования

В фармакоэкономике широко применяются как аналитические, так и статистические модели. Каждый из этих типов имеет свои преимущества и недостатки.
Аналитические модели более «грубы», учитывают меньшее число факторов, всегда требуют множество допущений и упрощений. Тем не менее, результаты расчёта по ним легче обозримы, отчетливее отражают присущие явлению основные закономерности. Использование аналитических моделей позволяет более просто найти оптимальное решение.
Статистические модели, по сравнению, с аналитическими, более точны и подробны, не требуют столь грубых допущений, позволяют учесть большее (в теории — неограниченное по размеру) число факторов. Но и у них есть свои недостатки: громоздкость, плохая обозримость, большое требование к вычислительной мощности компьютера, а главное, крайняя трудность поиска оптимальных решений.
Наилучшим вариантом является совместное применение аналитических и статистических моделей. Аналитическая модель даёт возможность в общих чертах разобраться в явлении, наметить как бы контур основных закономерностей. Любые уточнения могут быть получены с помощью статистических моделей.
Также, при проведении фармакоэкономических исследований часто используется имитационное моделирование, одним из представителей которого является метод «Монте-Карло». Метод Монте-Карло — это численный метод решения математических задач при помощи моделирования случайных величин.
Имитационное моделирование применяется к процессам, в ход которых может время от времени вмешиваться специалист, принимающий решение. Применительно к фармакоэкономике: специалист, ведущий терапию некоторого заболевания, может в зависимости от сложившейся обстановки, принимать те или другие решения. Затем приводится в действие математическая модель, которая показывает, какое ожидается изменение обстановки в ответ на это решение и к каким последствиям оно приведёт спустя некоторое время. Следующее «текущее решение» принимается уже с учётом реальной новой обстановки и т. д. В результате многократного повторения такой процедуры субъект, принимающий решение, как бы «набирает опыт», учится на своих и чужих ошибках и постепенно «выучивается» принимать правильные решения — если не оптимальные, то почти оптимальные.
История моделирования в фармакоэкономике — это история имитационных математических моделей, которые лишь частично удовлетворяют предъявляемым требованиям и не обладают познавательными функциями. Неудовлетворенность степенью выполнения предъявляемых требований составляет основную проблему моделирования экономики. Решение этой проблемы моделирования экономики связано с развитием и использованием функциональных математических моделей и методов моделирования экономических объектов. Особенностью функционального моделирования является то, что оно основано на фундаментальных законах функционирования экономики, а преимуществом — то, что функциональные модели в полной степени удовлетворяют предъявляемым требованиям и обладают высокими познавательными функциями. Поэтому в истории моделирования экономики можно выделить следующие этапы:
— формирование и применение имитационных математических моделей экономических объектов на основе отдельных закономерностей экономики;
— формирование и применение функциональных математических моделей экономических объектов на основе законов экономических систем.
Современные представления функционального моделирования экономических объектов выражены в законах функционирования, функциональных моделях и методами моделирования экономических систем.
Дизайн моделей.
По дизайну наиболее часто встречающиеся в фармакоэкономике модели можно разделить на модель Маркова и «дерево решений». Дерево решений — диаграмма, иллюстрирующая все возможные исходы применительно к конкретной специфической ситуации. Модель Маркова — описывает несколько дискретных состояний и переходы между ними с течением времени.
«Дерево решений».
Модель «дерево решений» обычно используется для описания процесса лечения острого заболевания. Данный вид моделей подразумевает наличие нескольких альтернатив с различной вероятностью исходов. При этом, известна вероятность каждого из исходов и известна или возможно рассчитать стоимость каждого исхода.
«Модель Маркова».
Как показывает практика, очень удобно описывать лечение хронического заболевания в виде вероятностей переходов из одного состояния в другое, при этом считается, что, перейдя в одно из состояний, модель не должна далее учитывать обстоятельства того, как она попала в это состояние.
Марковские модели стали широко применяться в ФЭ из-за более гибкой, чем у «дерева решений» структуры. В отличие от альтернатив, на которых сконцентрированы «деревья решений», Марковские модели строятся из состояний и вероятностей перехода из одного состояния в другое в течение данного временного интервала (Марковского цикла).
Случайный процесс называется Марковским процессом (или процессом без последействия), если для каждого момента времени вероятность любого состояния системы в будущем зависит только от её состояния в настоящем и не зависит от того, как система пришла в это состояние.
Имеются несколько состояний: «Здоровье», «Болезнь», «Смерть» и известна вероятность перехода из одного состояния в другое на протяжении определённого временного периода. Длительность временных циклов зависит от особенностей болезни и предлагаемого лечения. Существует два варианта описания Марковских процессов — с дискретным и непрерывным временем. В первом случае переход из одного состояния в другое происходит в заранее известные моменты времени — такты (1, 2, 3, 4, …). Переход осуществляется на каждом такте, то есть исследователя интересует только последовательность состояний, которую проходит случайный процесс в своем развитии, и не интересует, когда конкретно происходил каждый из переходов. Во втором случае исследователя интересует и цепочка меняющих друг друга состояний, и моменты времени, в которые происходили такие переходы. Если вероятность перехода не зависит от времени, то Марковскую цепь называют однородной.
Процесс моделирования.
Процесс моделирования включает три элемента:
• субъект (исследователь),
• объект исследования,
• модель, определяющую (отражающую) отношения познающего субъекта и познаваемого объекта.
Первый этап построения модели предполагает наличие некоторых знаний об объекте-оригинале. Познавательные возможности модели обусловливаются тем, что модель отображает (воспроизводит, имитирует) какие-либо существенные черты объекта-оригинала. Вопрос о необходимой и достаточной мере сходства оригинала и модели требует конкретного анализа. Очевидно, модель утрачивает свой смысл как в случае тождества с оригиналом (тогда она перестает быть моделью), так и в случае чрезмерного во всех существенных отношениях отличия от оригинала. Таким образом, изучение одних сторон моделируемого объекта осуществляется ценой отказа от исследования других сторон. Поэтому любая модель замещает оригинал лишь в строго ограниченном смысле. Из этого следует, что для одного объекта может быть построено несколько «специализированных» моделей, концентрирующих внимание на определённых сторонах исследуемого объекта или же характеризующих объект с разной степенью детализации.
На втором этапе модель выступает как самостоятельный объект исследования. Одной из форм такого исследования является проведение «модельных» экспериментов, при которых сознательно изменяются условия функционирования модели и систематизируются данные о её «поведении». Конечным результатом этого этапа является множество (совокупность) знаний о модели.
На третьем этапе осуществляется перенос знаний с модели на оригинал — формирование множества знаний. Одновременно происходит переход с «языка» модели на «язык» оригинала. Процесс переноса знаний проводится по определённым правилам. Знания о модели должны быть скорректированы с учётом тех свойств объекта-оригинала, которые не нашли отражения или были изменены при построении модели.
Четвёртый этап — практическая проверка получаемых с помощью моделей знаний и их использование для построения обобщающей теории объекта, его преобразования или управления им.
Моделирование — циклический процесс. Это означает, что за первым четырёхэтапным циклом может последовать второй, третий и т. д. При этом знания об исследуемом объекте расширяются и уточняются, а исходная модель постепенно совершенствуется. Недостатки, обнаруженные после первого цикла моделирования, обусловленные малым знанием объекта или ошибками в построении модели, можно исправить в последующих циклах.

### АВС-, VEN- и Частотный анализы в здравоохранении
Существуют два мировоззрения, две позиции: одни считают, что в мире все события носят характер случайности, другие, которых нередко называют фаталистами, уверены в предопределённости, закономерности происходящих явлений. Вероятно, как это часто бывает, истина где-то посередине: случайные процессы подвержены влиянию закономерностей. Задача учёных найти, описать, объяснить эти закономерности и, по возможности, научиться ими управлять.
Пожалуй, наиболее известный пример преобразования хаоса в систему — создание Д. И. Менделеевым Периодической системы: многообразие химических веществ было известно задолго до Дмитрия Ивановича, и их тем или иным способом классифицировали (например, по физическим свойствам — газы, жидкости и твёрдые тела), хотя универсальной системы не было. Внезапное озарение позволило построить не просто очередную классификацию, а выявить закономерности, что в последующем использовали при изучении изотопов и редкоземельных элементов, синтеза новых веществ.
Российское общество фармакоэкономических исследований создано было 5 лет назад. За это время членами общества проведено большое количество исследований по клинико-экономическому анализу различных медицинских технологий. В процессе этих исследований собиралась информация об объёмах использованных ресурсов, которая носила прикладной характер — как правило, результаты её обработки использовали при составлении клинико-экономических моделей или при расчёте показателей затраты/эффективность по отдельным медицинским технологиям. Вместе с тем эта информация представляет самостоятельный интерес, так как впервые в руки исследователей попадают данные о том, как реально лечат пациентов с разными диагнозами в разных клиниках.
Медицинская помощь включает в себя, главным образом, выполнение медицинских услуг и применение лекарственных средств. На каком основании врач выбирает те или иные технологии, сказать по результатам сделанных исследований трудно. Вероятно, играет роль и образование, и традиции или «школы», собственные предпочтения и влияние всевозможных реклам, включая далеко не всегда добросовестные научные публикации. В любом случае событие совершается: врач что-то назначает. Если опросить экспертов, что же они будут назначать пациенту в том или ином случае, то, как показывают наши исследования, ответы не будут разительно отличаться от того, что используется на практике. Врачи знают, что правильно и что неправильно, и будут давать правильные ответы, но при опросе речь пойдет о 3-5, реже 7-10 препаратах при одном заболевании, при выкопировке из медицинских карт их оказывается 90-100, а в некоторых случаях и 150 наименований.
Представленные в этом номере журнала результаты исследований не позволяют ответить на вопрос «почему», они представляют лишь констатацию фактов. Но и констатация важна, так как факты эти ранее не были известны.
При проведении АВС-анализа медицинские технологии сводятся в таблицы, на первых порах — в алфавитном порядке. Далее рассчитываются затраты на каждую технологию. Для лекарственных средств — это процесс трудоемкий, так как необходимо высчитать суточную дозу, суммарную дозу полученного всеми пациентами препарата, затем определить стоимость суточной дозы и суммарные затраты за весь период лечения у всех изученных пациентов. Расчет затрат на услуги проще — определяется число выполненных услуг каждого вида, а затем, выяснив стоимость каждой отдельной услуги, — суммарные затраты на неё.
Обычно для анализа стоимости лекарственных средств расчет строится на основе средних оптовых цен фирм-дистрибьютеров, если препараты применялись в стационарных условиях, и средних цен в аптеках, если пациенты получали лечение амбулаторно. Для определения цен на медицинские услуги чаще всего использовались расценки на платные услуги одного из крупных медицинских институтов федерального подчинения. При этом априори считалось, что эти цены наиболее полно отражают истинные затраты на медицинскую помощь, что они просчитаны экономистами этой организации. Второй подход — использовать тарифы системы обязательного медицинского страхования, умноженные на 3: средства обязательного медицинского страхования, как по нашим исследованиям, так и по иным источникам, составляют около 1/3 от всех средств здравоохранения (без учёта личных средств пациентов).
Следующим этапом является ранжирование лекарственных средств или медицинских услуг от наиболее затратных к наименее затратным. Высчитывается, сколько процентов от общих затрат на медикаменты приходится на каждое лекарственное средство (или соответственно на услугу). При этом наиболее затратные технологии объединяются в группу, на которую приходится 80 % всех издержек (группа «А»). Вторая группа — группа «В» — это менее затратные технологии, на долю которых приходится 15 % всех издержек. И, наконец, наименее затратные технологии — 5 % всех издержек — составляют группу «С».
В отдельный столбец заносится частота применения каждой технологии — лекарства или услуги. Сопоставление степени затратности и частоты применения позволяет сказать, на что преимущественно тратятся деньги — на редкие, но дорогостоящие технологии или на дешёвые, но массовые. Так, при лечении агранулоцитоза основные деньги, затраченные на лекарства, оказались выплачены за противовирусный препарат, назначаемый незначительному числу больных. Но, может быть, препарат необходим этим больным?
Ответ на этот вопрос даёт VEN-анализ. Каждой технологии присваивается индекс жизненной важности: V (vital) — жизненно необходимые технологии, E (essential) — важные и, наконец, индекс N (non-essential) — второстепенные технологии. Обычно к последней группе относят препараты или услуги, чья эффективность не доказана или применение которых при настоящем заболевании не обосновано. Препарат к группе V можно отнести по формальному признаку: например, по его наличию в перечне жизненно необходимых и важнейших лекарственных средств, формуляре. При таком формальном подходе препарат может иметь только два индекса V и N. Для принятия административных решений такой дуалистической кодировки достаточно. Для клинициста более понятной является экспертный метод, при котором к группе V относят препараты, абсолютно показанные при данной патологии, E — важные препараты, чье применение считают возможным, но не необходимым, и N — препараты, применение которых при данном заболевании не показано. В идеале в группе V должны быть только препараты с доказанной эффективностью, однако доказательств в настоящее время весьма мало для того, чтобы опираться при принятии решений только на них. Присвоение индексов VEN медицинским услугам возможно в настоящее время только экспертным путём. Однако по мере появления большого числа Протоколов ведения больных появится возможность проведения VEN-анализа на основании формального признака наличия медицинской услуги в протоколе.
АВС-, VEN- и частотный анализы применимы не только к лекарственным средствам и медицинским услугам, но и к самим болезням. Фактически с точки зрения общественного здоровья болезнь выступает как критерий, признак применения определённых медицинских технологий, общество несет затраты на их использование. Социальная значимость болезней известна, ею много занимались, особенно, что касается инфекционных, контагиозных, эпидемически опасных заболеваний. Однако ранжирования, оценки болезней по критериям, принятым в клинико-экономическом анализе, не проводилось: а ведь можно изучить частоту тех или иных заболеваний в здравоохранении (а не в популяции), определить наиболее затратные и наименее затратные (АВС-анализ), оценить жизненную важность заболеваний (фактически VEN-анализ). Такой анализ важен с точки зрения планирования затрат и их рационального применения. Пример: грипп и ОРЗ — заболевания массовые, их можно отнести к категории неопасных заболеваний (индекс N), и присвоить разряд В при АВС-анализе. СПИД — редкое заболевание с индексом V (потенциально смертельное), которое окажется в структуре затрат в группе «В» (а возможно, и в группе «А», так как огромные средства затрачиваются на диагностику). Впрочем — это только пример, построенный на умозаключениях, не имеющий никакого фактологического подтверждения. Более того, и критерий важности в этом примере выбран с точки зрения социально-экономической, общества в целом. А ведь может быть и угол зрения пациента, у которого на первом месте стоит сиюминутная задача облегчения страданий, и тогда жизненная важность изменится.

## Этапы фармакоэкономического анализа
Каждый из методов экономического анализа в обязательном порядке включает несколько основных этапов:
1. формулировка исследуемой проблемы, определение «точки зрения» исследователя (чьи интересы будут приниматься во внимание);
2. выбор альтернативной технологии для сравнения;
3. анализ эффективности и безопасности исследуемых вмешательств; выбор критерия (параметра) оценки эффективности;
4. расчёт затрат, связанных с применением исследуемых вмешательств;
5. расчёт и анализ собственно фармакоэкономических показателей.

## Выбор метода фармакоэкономического анализа
Выбор метода фармакоэкономического анализа находится в зависимости от результатов полученных в ходе клинических исследований. Каждый раз при проведении фармакоэкономического анализа выбор метода определяется исследователями. В таблице приведены сведения о результатах оцениваемых медицинских вмешательств с помощью различных методов фармакоэкономического анализа.
| Результат                                                                                | Метод |
| ---------------------------------------------------------------------------------------- | --- |
| Показатели, отражающие клиническую эффективность лечения или число лет сохранённой жизни | «Затраты-эффективность» (или «минимизация затрат» при идентичной эффективности сопоставляемых вмешательств) |
| «Полезность» медицинских вмешательств (годы качественной жизни — QALY)                   | «затраты-полезность»                                                                                        |
| Стоимость потерь рабочего времени «Желание (готовность) платить»                         | «Затраты выгода»                                                                                            |
| Ограниченность ресурсов и времени. Поиск данных из различных источников                  | Моделирование                                                                                               |